# Campionati del mondo di mountain bike
I campionati del mondo di mountain bike UCI (ufficialmente, in inglese, UCI Mountain Bike World Championships) sono i campionati di ciclismo che assegnano il titolo di campione del mondo nelle due discipline principali del mountain biking, il cross country e il downhill. Sono gestiti dall'Unione Ciclistica Internazionale e hanno luogo ogni anno in settembre, tranne negli anni olimpici, in cui sono anticipati a giugno.
Il vincitore di ogni competizione si fregia del titolo di campione del mondo di specialità e ha il diritto di gareggiare fino all'edizione successiva indossando una maglia cerchiata con i colori dell'arcobaleno, la maglia iridata.

## Storia
I campionati del mondo di mountain bike hanno avuto luogo per la prima volta a Durango (Colorado, Stati Uniti d'America) nel 1990, organizzati dall'Unione Ciclistica Internazionale (UCI), in gara unica, affiancata alla coppa del mondo, a tappe. Inizialmente, per le competizioni di downhill e cross country erano previste tre categorie per entrambi i generi, "junior", "senior" e "veteran". Dall'edizione 1996 sono ridotte a due, "junior" e "Elite". Nel 1999 è stato introdotto il team relay, staffetta a squadre di cross country per formazioni composte da tre elementi maschili e uno femminile, che da allora apre la settimana iridata.
Nel 2000 sono stati accorpati nella rassegna anche i campionati del mondo di trial (inclusivi di sei gare maschili, 20" e 26" pollici Elite, Juniores e a squadre); a partire dal 2001 è stata introdotta anche la gara di trial femminile (esclusivamente 26 pollici). Nel 2000 è stato introdotto ufficialmente anche il dual slalom, ospitato in edizioni precedenti come evento dimostrativo. Il dual slalom ha però avuto vita breve, sostituito dopo sole due edizioni dal four-cross, disciplina di derivazione sciistica sulla formula dello skicross e dello snowboard cross. La disciplina del four-cross è uscita dal programma della rassegna nel 2013 (eccetto il 2016) per essere svolta negli specifici campionati del mondo di four-cross.
Nell'edizione iridata 2003 sono state incluse anche le gare mondiali, maschile e femminile, di marathon; già dal 2004 queste due gare si svolgono come competizione mondiale a parte, in altra data e altra sede. Nel 2012 è stato introdotto il nuovo cross country eliminator, che prevede una serie di batterie a eliminazione di 4 concorrenti, con i primi 2 che passano al turno successivo.
Nel 2017, con la creazione dei campionati del mondo di ciclismo urbano, le gare di trial e cross country eliminator, unitamente a quelle di BMX freestyle, sono confluite nella nuova rassegna iridata.

## Edizioni
| Anno | Nazione       | Città            |
| ---- | ------------- | ---------------- |
| 1990 | Stati Uniti   | Durango          |
| 1991 | Italia        | Il Ciocco        |
| 1992 | Canada        | Bromont          |
| 1993 | Francia       | Métabief         |
| 1994 | Stati Uniti   | Vail             |
| 1995 | Germania      | Kirchzarten      |
| 1996 | Australia     | Cairns           |
| 1997 | Svizzera      | Château-d'Œx     |
| 1998 | Canada        | Mont-Sainte-Anne |
| 1999 | Svezia        | Åre              |
| 2000 | Spagna        | Sierra Nevada    |
| 2001 | Stati Uniti   | Vail             |
| 2002 | Austria       | Kaprun           |
| 2003 | Svizzera      | Lugano           |
| 2004 | Francia       | Les Gets         |
| 2005 | Italia        | Livigno          |
| 2006 | Nuova Zelanda | Rotorua          |
| 2007 | Regno Unito   | Fort William     |

| Anno | Nazione          | Città                            |
| ---- | ---------------- | -------------------------------- |
| 2008 | Italia           | Val di Sole                      |
| 2009 | Australia        | Canberra                         |
| 2010 | Canada           | Mont-Sainte-Anne                 |
| 2011 | Svizzera         | Champéry                         |
| 2012 | Austria          | Leogang e Saalfelden             |
| 2013 | Sudafrica        | Pietermaritzburg                 |
| 2014 | Norvegia         | Hafjell e Lillehammer            |
| 2015 | Andorra          | Vallnord                         |
| 2016 | Rep. Ceca Italia | Nové Město na Moravě Val di Sole |
| 2017 | Australia        | Cairns                           |
| 2018 | Svizzera         | Lenzerheide                      |
| 2019 | Canada           | Mont-Sainte-Anne                 |
| 2020 | Austria          | Leogang                          |
| 2021 | Italia           | Val di Sole                      |
| 2022 | Francia          | Les Gets                         |
| 2023 | Scozia           | Glasgow                          |
| 2024 | Andorra          | Vallnord                         |
| 2025 | Svizzera         | Valais                           |
| 2026 | Italia           | Val di Sole                      |

## Albo d'oro
- Cross country

Cross country maschile Senior/Elite (1990-oggi)
Cross country maschile Under-23 (1996-oggi)
Cross country maschile Juniores (1996-oggi)
Cross country maschile Veteran (1990-1995)
Cross country femminile Senior/Elite (1990-oggi)
Cross country femminile Under-23 (2006-oggi)
Cross country femminile Juniores (1996-oggi)
Cross country femminile Veteran (1990-1995)
Staffetta a squadre (1999-oggi)
- Downhill

Downhill maschile Senior/Elite (1990-oggi)
Downhill maschile Juniores (1990-oggi)
Downhill maschile Veteran (1990-1995)
Downhill femminile Senior/Elite (1990-oggi)
Downhill femminile Juniores (1990-oggi)
Downhill femminile Veteran (1990-1995)
- E-MTB Cross country

E-MTB Cross country maschile (2019-oggi)
E-MTB Cross country femminile (2019-oggi)
- Cross country short track

Cross country short track maschile (2021-oggi)
Cross country short track femminile (2021-oggi)
- Four-cross (dal 2013 al 2019 parte dei campionati del mondo di four-cross)

Four cross maschile (2002-2012, 2021-oggi)
Four cross femminile (2002-2012, 2021-oggi)
- Dual slalom

Dual slalom maschile (2000-2001)
Dual slalom femminile (2000-2001)
- Marathon (dal 2004 parte dei campionati del mondo di marathon)

Marathon maschile (2003)
Marathon femminile (2003)
- Trial (fino al 1999 parte dei campionati del mondo di trial, dal 2017 al 2019 parte dei campionati del mondo di ciclismo urbano, dal 2021 nuovamente parte dei campionati del mondo di trial)

Trial 20" maschile Elite (2000-2016)
Trial 20" maschile Juniores (2000-2016)
Trial 26" maschile Elite (2000-2016)
Trial 26" maschile Juniores (2000-2016)
Trial femminile (2001-2016)
Trial a squadre (2000-2016, separatamente 20" e 26" fino al 2002)
- Cross country eliminator (dal 2017 al 2018 parte dei campionati del mondo di ciclismo urbano, dal 2019 parte dei campionati del mondo di eliminator)

Cross country eliminator maschile (2012-2016)
Cross country eliminator femminile (2012-2016)